# كونان البربري (فلم 2011)
كونان البربري  (بالإنجليزية: Conan the Barbarian) هو فيلم مغامرة تم إنتاجه في بلغاريا والولايات المتحدة وصدر في سنة 2011. من بطولة جايسون موموا وراشيل نيكولز وروز مكغوان وسعيد التغماوي ورون بيرلمان.

## الميزانية والإيرادات
بلغت تكلفة إنتاج الفيلم حوالي 90 مليون دولار بينما حقق أرباحا تقدر بـ 48,795,021 دولار.

## وصلات خارجية
- مقالات تستعمل روابط فنية بلا صلة مع ويكي بيانات